# Bệnh viện Nhi Trung ương
Bệnh viện Nhi Trung ương là một bệnh viện công có trụ sở tại 18/879 đường La Thành, phường Láng Thượng, quận Đống Đa, thành phố Hà Nội..

## Lãnh đạo
Hiện tại
- Giám đốc: PGS. TS Trần Minh Điển
- Phó Giám đốc: PGS.TS Phạm Duy Hiền
- Phó Giám đốc: ThS. Trịnh Ngọc Hải
- Phó Giám đốc: TS.BS Cao Việt Tùng
- Phó Giám đốc: TS.BS Phan Hữu Phúc

Cựu lãnh đạo
Các Giám đốc qua các thời kỳ:
- GS.TS. Chu Văn Tường: 1969
- GS. TS Nguyễn Thu Nhạn
- GS.TS Nguyễn Công Khanh
- GS.TS. Nguyễn Thanh Liêm: 4/2003-25/4/2013
- GSTS. Lê Thanh Hải: 25/4/2013-2021

## Tổ chức
1. Khoa Truyền máu
2. Khoa Huyết học
3. Khoa Sinh hoá
4. Khoa Vi sinh
5. Khoa Di truyền và sinh học phân tử
6. Khoa Chẩn đoán hình ảnh
7. Khoa Giải phẫu bệnh
8. Khoa Dược
9. Khoa Nghiên cứu sinh học phân tử và các bệnh truyền nhiễm
10. Khoa Chống nhiễm khuẩn

- Khối lâm sàng

1. Khoa Khám bệnh
2. Khoa Tai - Mũi - Họng - Mắt - Răng - Hàm - Mặt
3. Khoa Chỉnh hình Nhi
4. Khoa Điều trị tự nguyện A[4]
5. Khoa Điều trị tự nguyện B
6. Khoa Điều trị tự nguyện C
7. Khoa Phẫu thuật - Gây mê - Hồi sức
8. Khoa Điều trị tích cực
9. Khoa Hồi sức ngoại
10. Khoa Truyền nhiễm
11. Khoa Gan mật
12. Khoa Miễn dịch - Dị ứng - Khớp
13. Khoa Vật lý trị liệu - Phục hồi chức năng
14. Khoa Cấp cứu
15. Khoa Sơ sinh
16. Khoa Ngoại
17. Khoa Tiêu hoá
18. Khoa Huyết học lâm sàng
19. Khoa Tim mạch
20. Khoa Thận - Tiết niệu
21. Khoa Nội tiết - Chuyến hoá - Di truyền
22. Khoa Thần kinh
23. Khoa Ung bướu
24. Khoa Dinh dưỡng lâm sàng
25. Khoa Hô hấp
26. Khoa Tâm thần
27. Khoa Sức khỏe Vị thành niên
28. Khoa Y học cổ truyền
29. Khoa Dinh dưỡng lâm sàng và Tiết chế

## Chỉ dẫn
1. 1 2  Theo quy định viết địa chỉ phần số nhà và tên đường hiện nay thì cần viết là "879/18 La Thành": ngõ 879 nhà số 18.